# ۱۵۴۲ (میلادی)
۱۵۴۲ (میلادی) هزار و پانصد و چهل و دومین سال تقویم میلادی است.

## رویدادها
- بنیان‌گذاری شهر تپیک در ایالت نایاریت، غرب مکزیک.

## زادگان
- ۲۴ ژوئن – یوهان صلیبی، کشیش و شاعر اسپانیایی (د. ۱۵۹۱)